# Беной-Ведено
Бено́й-Ведено́ (чечен. Беной-Ведана) — село в Ножай-Юртовском районе Чеченской Республики. Административный центр Беной-Веденского сельского поселения.

## География

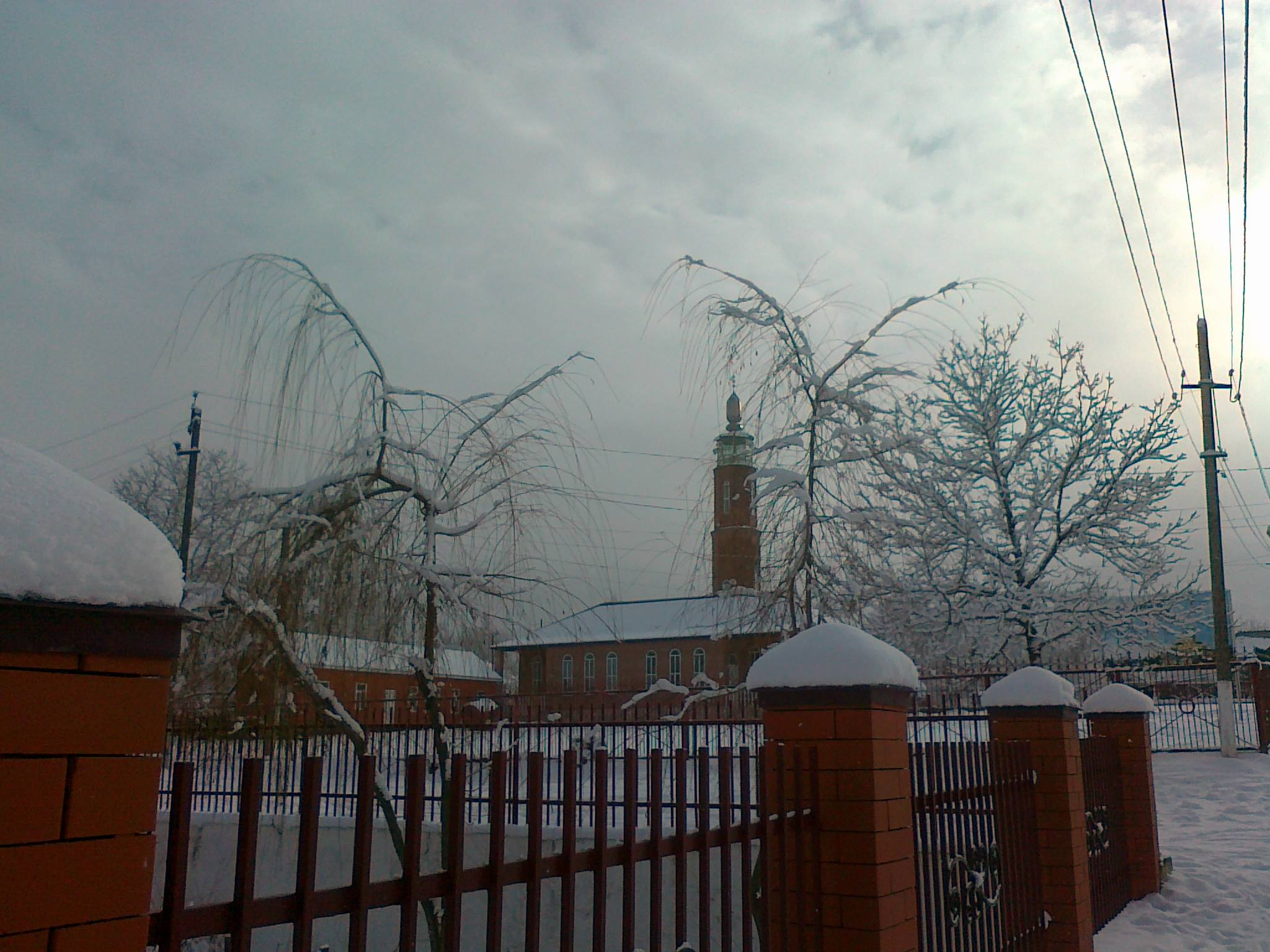
Мечеть в селе Беной-Ведено

Село расположено на левом берегу реки Аксай (чечен. Бенойясси), к северу от горы Ашенете, в 28 км к юго-западу от районного центра — Ножай-Юрт и в 96 км к юго-востоку от города Грозный.
Ближайшие населённые пункты: на севере — село Пачу, на северо-востоке — сёла Беной и Корен-Беной, на юго-востоке — село Лем-Корц, на западе — село Дарго, на северо-западе — сёло Оси-Юрт.

## Название
С 1944 по 1958 года, в период выселения чеченцев и упразднения Чечено-Ингушской АССР, село носило название — Верхний Ичичали.

## История
В 2017 году на северо-западе села Беной-Ведено жители обнаружили грунтовый могильник, датируемый ранним средневековьем.

## Население
| 1990 | 2002  | 2010  |
| ---- | ----- | ----- |
| 1827 | ↗2409 | ↘2391 |

## Образование
- Беной-Веденская муниципальная средняя общеобразовательная школа[11].

## Улицы
Улицы села Беной-Ведено:
- А. Х. Кадырова,
- А.У. Умциева,
- Баширова,
- Заречная,
- Северо-Западная,
- Б. Беноевского,
- Юго-Восточная,
- Юго-Западная.